# Ska In The World Records
Ska In The World Records ist ein im Jahr 2001 gegründetes japanisches Plattenlabel aus Tokio, das seither hauptsächlich Bands aus den Genres Punk, Hardcore Punk und Ska-Punk unter Vertrag nimmt und verlegt.

## Veröffentlichungen (Auswahl)
- Laurel Aitken – Superstar (2005)
- The Autocratics – 31 Years From 1979 (2010)
- Bad Manners – Stupidity (2002)
- Betagarri – Arnasa Hartu (2003)
- Bomb the Music Industry! – Get Warmer (2007)
- Coquettish – Coquettish (2008)
- Guerilla Poubelle – Punk=Existentialsme (2008)
- Less Than Jake – Greetings & Salutations From Less Than Jake (2012)
- Lord Mike’s Dirty Calypsonians – More... (2005)
- Los Kung-Fu Monkeys – And They Came From Tijuana! (2012)
- The Pepper Pots – Swingin’ Sixties (2006)
- Dan Potthast – Eat The Planet (2008)
- Dr. Ring-Ding – Back And Forth (2007)
- Victor Ruggiero – Hamburguru (2007)
- The Skatalites – Roots Party (2004)
- The Slackers – The Great Rocksteady Swindle (2010)
- U Can’t Say No! – 5 Become 1 (2008)